# 辻本雅史
辻本 雅史（つじもと まさし、1949年10月28日 - ）は、日本の思想史家・教育学者。京都大学名誉教授、国立台湾大学教授。愛媛県出身。

## 略歴
- 1973年 京都大学文学部史学科卒業
- 1978年 京都大学大学院教育学研究科日本教育史専攻博士課程単位取得満期退学
- 光華女子大学教授
- 甲南女子大学教授
- 1990年「近世教育思想史の研究 ― 日本における 「公教育」 思想の源流」で大阪大学より文学博士の学位を取得[1]。
- 1995年4月 京都大学教育学部助教授
- 1997年12月 京都大学教育学部教授
- 1998年4月 京都大学大学院教育学研究科教授
- 2012年 定年退官、名誉教授、9月 国立台湾大学日本語文学科教授

## 著書
- 『近世教育思想史の研究』思文閣出版、1990年、オンデマンド版2016年
- 『「学び」の復権』角川書店、1999年
  - 『「学び」の復権　模倣と習熟』 岩波現代文庫、2012年
- 『懐徳堂知識人の学問と生:生きることと知ること』 子安宣邦ら共著 懐徳堂研究会編 和泉書院、2004年
- 『教育を「江戸」から考える～学び・身体・メディア』日本放送出版協会、2009年
- 『思想と教育のメディア史:近世日本の知の伝達』 ぺりかん社、2011年
- 『東アジア新時代の日本の教育:中国との対話』 南部広孝、高峡編 京都大学学術出版会、2011年
- 『教育改革』 米田俊彦編 日本図書センター、2013年
- 『幼児教育・障害児教育』 湯川嘉津美、荒川智編 日本図書センター、2013年
- 『子ども・家族と教育』 小山静子編 日本図書センター、2013年
- 『江戸の学びと思想家たち』岩波新書、2021年

## 編著
- 『日本思想史辞典』 桂島宣弘、吉田忠、末木文美士、白山芳太郎ら共編 ぺりかん社、2001年
- 『新体系日本史 教育社会史』（編著） 山川出版社、2002年
- 『教育の社会文化史』（編著） 放送大学教育振興会、2004年
- 『経書解釈の思想史―共有と多様の東アジア』（編著）ぺりかん社、2010年
- 『知の伝達メディアの歴史研究―教育史像の再構築』（編著）思文閣出版、2010年
- 『経書解釈の思想史 共有と多様の東アジア』黄俊傑共編　ぺりかん社　2010年

## 参考
- 経歴書(2012年3月現在) 辻本雅史「教育史フォーラム」2012-03